# Listă de conducători de stat din 1644
1640 - 1641 - 1642 - 1643 - 1644 - 1645 - 1646 - 1647 - 1648
Aceasta este o listă a conducătorilor de stat din anul 1644:

## Europa
- Anglia: Carol I (rege din dinastia Stuart, 1625-1649)
- Austria (Innsbruck): Claudina (arhiducesă din dinastia de Habsburg, ramura de Tirol, 1632-1646)
- Austria (Viena): Ferdinand al III-lea (arhiduce din dinastia de Habsburg, 1637-1657; totodată, rege al Ungariei, 1637-1657; totodată, rege al Cehiei, 1637-1657; totodată, rege al Germaniei, 1637-1657; totodată, împărat occidental, 1637-1657)
- Bavaria: Maximilian I (duce din dinastia de Wittelsbach, 1597-1651; principe elector, din 1623)
- Brandenburg: Frederic Wilhelm (mare principe elector din dinastia de Hohenzollern, 1640-1688; totodată, duce de Prusia, 1640-1688)
- Cehia: Ferdinand al III-lea (rege din dinastia de Habsburg, 1637-1657; totodată, arhiduce de Austria, 1637-1657; totodată, rege al Ungariei, 1637-1657; totodată, rege al Germaniei, 1637-1657; totodată, împărat occidental, 1637-1657)
- Crimeea: Muhammad Ghirai al IV-lea ibn Selamet (han din dinastia Ghiraizilor, 1641-1644, 1654-1666) și Islam Ghirai al III-lea ibn Selamet (han din dinastia Ghiraizilor, 1644-1654)
- Danemarca: Christian al IV-lea (rege din dinastia Oldenburg, 1588-1648)
- Florența: Ferdinand al II-lea (mare duce din familia Medici, 1621-1670)
- Franța: Ludovic al XIV-lea cel Mare (rege din dinastia de Bourbon, 1643-1715)
- Genova: Giovanni Battista Lercari (doge, 1642-1644) și Luca Giustiniani (doge, 1644-1646)
- Germania: Ferdinand al III-lea (rege din dinastia de Habsburg, 1637-1657; totodată, arhiduce de Austria, 1637-1657; totodată, rege al Ungariei, 1637-1657; totodată, rege al Cehiei, 1637-1657; totodată, împărat occidental, 1637-1657
- Gruzia: Rostom (rege din dinastia Bagratizilor, 1632-1656/1658; ulterior, rege în Kakhetia, 1648-1656)
- Gruzia, statul Imeretia: Alexandru al II-lea (rege din dinastia Bagratizilor, 1639-1660)
- Gruzia, statul Kakhetia: Teimuraz I (rege din dinastia Bagratizilor, 1605-1614, 1615-1616, 1623-1633, 1636-1648; ulterior, rege al Gruziei, 1629-1632)
- Imperiul occidental: Ferdinand al III-lea (împărat din dinastia de Habsburg, 1637-1657; totodată, arhiduce de Austria, 1637-1657; totodată, rege al Ungariei, 1637-1657; totodată, rege al Cehiei, 1637-1657; totodată, rege al Germaniei, 1637-1657
- Imperiul otoman: Ibrahim (sultan din dinastia Osmană, 1640-1648)
- Lorena Superioară: Carol al IV-lea (al III-lea) (duce din dinastia de Lorena-Vaudemont, 1624-1675; duce titular, din 1633)
- Mantova: Carlo al II-lea (duce din casa Gonzaga-Nevers, 1637-1665)
- Modena: Francesco I (duce din casa d'Este, 1629-1658)
- Moldova: Vasile Lupu (domnitor, 1634-1653)
- Monaco: Onorato al II-lea (senior din casa Grimaldi, 1604-1662; principe, din 1619)
- Olanda: Friedrich Heinrich (stathouder din dinastia de Orania, 1625-1647)
- Parma și Piacenza: Odoardo I (duce din casa Farnese, 1622-1646)
- Polonia: Vladislav al IV-lea (rege din dinastia Vasa, 1632-1648)
- Portugalia: Joao al IV-lea (rege din dinastia de Braganca, 1640-1656)
- Prusia: Frederic Wilhelm (duce din dinastia de Hohenzollern, 1640-1688; totodată, mare principe elector de Brandenburg, 1640-1688)
- Rusia: Mihail al III-lea Fedorovici (țar din dinastia Romanov, 1613-1645)
- Savoia: Carlo Emmanuele al III-lea (duce, 1638-1675)
- Saxonia: Johann Georg I (principe elector din dinastia de Wettin, 1611-1656)
- Spania: Filip al IV-lea (rege din dinastia de Habsburg, 1621-1665)
- Statul papal: Urban al VIII-lea (papă, 1623-1644) și Innocențiu al X-lea (papă, 1644-1655)
- Suedia: Kristina (regină din dinastia Wasa, 1632-1654)
- Transilvania: Gheorghe Rakoczi I (principe, 1630-1648)
- Țara Românească: Matei Basarab (domnitor, 1632-1654)
- Ungaria: Ferdinand al III-lea (rege din dinastia de Habsburg, 1637-1657; totodată, arhiduce de Austria, 1637-1657; totodată, rege al Cehiei, 1637-1657; totodată, rege al Germaniei, 1637-1657; totodată, împărat occidental, 1637-1657)
- Veneția: Francesco Erizzo (doge, 1631-1646)

## Africa
- Așanti: Oti Akenten (așantehene, cca. 1630-cca. 1660)
- Bagirmi: Burkomanda I (mbang, 1635-1665)
- Benin: Ahenzae (obba, cca. 1640-cca. 1661)
- Buganda: Kateregga (kabaka, 1614-1644), Mutebi, Juko și Kayemba (kabaka, 1644-1674)
- Congo: Garcia al II-lea (Nkanga a Lukeni) (mani kongo, 1641-1663)
- Dahomey: Dakodonu (rege, cca. 1625-1645/1650)
- Darfur: Sulaiman Solong (sultan, cca. 1640-?)
- Ethiopia: Fasiladas (Seltan Sagad al II-lea) (împărat, 1632-1667)
- Imerina: Andriantsitakatrandriana (rege, cca. 1630-cca. 1650)
- Imperiul otoman: Ibrahim (sultan din dinastia Osmană, 1640-1648)
- Kanem-Bornu: Umar al III-lea (Hadj Omar) (sultan, cca. 1639-cca. 1657)
- Lunda: Mwaant Luseeng (mwato-yamvo, cca. 1630-cca. 1660)
- Maroc: Moulay Mohammed (I) ibn Șarif (conducător din dinastia Alaouită, 1640-1664)
- Munhumutapa: Mavura al II-lea Mhande Filip (rege din dinastia Munhumutapa, 1629-1652)
- Oyo: Oluodo (rege, ?-?) (?) și Ajagbo (rege, ?-?) (?)
- Rwanda: Ruganzu al II-lea Ndoori (rege, cca. 1624-cca. 1648)
- Sennar: Rubat ibn Badi (sultan, cca. 1616-cca. 1645)
- Wadai: Abd al-Karim I ibn Djame (sultan, cca. 1635-1655)

## Asia

### Orientul Apropiat
- Iran: Abbas al II-lea (șah din dinastia Safavidă, 1642-1666)
- Imperiul otoman: Ibrahim (sultan din dinastia Osmană, 1640-1648)
- Yemen, statul Sanaa: al-Muayyad Mhammad (imam, 1620-1644) și al-Mutauakkil Ismail (imam, 1644-1676)

### Orientul Îndepărtat
- Atjeh: Tadj al-Alam Safiyyat ad-Din Șah (principesă, 1641-1675)
- Birmania, statul Arakan: Narapatigyi (rege din dinastia de Mrohaung, 1638-1645)
- Birmania, statul Toungoo: Thalun (rege, 1629-1648)
- Cambodgea: Preah Bat Samdech Preah Reamea Thippadey (Ramadhipati) (rege, 1642-1658)
- China: Sizong (Zhu Youjian) (împărat din dinastia Ming, 1628-1644)
- China: Shizu (Fulin) (împărat din dinastia manciuriană Qing, 1644-1661)
- Coreea, statul Choson: Injo (Yi Chong) (rege din dinastia Yi, 1624-1649)
- India, statul Moghulilor: Khurram Șihab ad-din Muhammad (Șah Jahan I) (împărat, 1628-1657)
- India, statul Vijayanagar: Ranga al III-lea (rege din dinastia Aravidu, 1642-1664)
- Japonia: Go-Komyo (împărat, 1643-1654) și Iemitsu (principe imperial din familia Tokugaua, 1623-1651)
- Laos, statul Lan Xang: Tone-Kham (rege, 1639-1654)
- Maldive: Imad ad-Din Muhammad I (sultan, 1620-1648)
- Mataram: Chakra-kusuma And ar-Rahman (Raden Mas Rangsang Prabu Pandita) Sultan Agung (sultan, 1613-1645)
- Nepal (Benepa): Jagatprakasamalla (rege din dinastia Malla, 1642-1663)
- Nepal (Kathmandu): Pratapamalla (rege din dinastia Malla, 1639-1689)
- Nepal (Lalitpur): Siddhi Marasimhamalla (rege din dinastia Malla, cca. 1620-1657)
- Nepal, statul Gurkha: Șri Krișna Șah (rajah, 1642-1655/1658)
- Sri Lanka, statul Kandy: Rajasinha (rege, 1635-1687)
- Thailanda, statul Ayutthaya: Prasattong (rege, 1630-1655)
- Tibet: rJe bLo-bzang nGag-dbang T'u-btsan Jigs-med rgya-mtsho (P'yong-rgyas) (dalai lama, 1617-1682)
- Tibet: Panchen bLo-bzang Ch'os-kyi rgyal mtshan (Chokyi Gyaltsen) (panchen lama, 1569-1662)
- Vietnam, statul Dai Viet: Le Chan-tong (Thuan hoang-de) (rege din dinastia Le târzie, 1643-1649)
- Vietnam (Hanoi): Mac Kinh Vu (rege din dinastia Mac, 1638-1677)
- Vietnam (Hue): Nguyen Phuc Lan (rege din dinastia Nguyen, 1635-1648)
- Vietnam (Taydo): Trinh Trang (rege din dinastia Trinh, 1623-1657)